# Žydrūnas Karčemarskas
Žydrūnas Karčemarskas (* 24. května 1983, Alytus, Litevská SSR, Sovětský svaz) je litevský fotbalový brankář a reprezentant, který působí v tureckém klubu Gaziantepspor. Jeho bratrem je fotbalista Rolandas Karčemarskas.
V letech 2011 a 2012 získal v Litvě ocenění Fotbalista roku.

## Klubová kariéra
V Litvě působil v klubech FK Dainava Alytus (klub z jeho rodného města, v němž zahájil profesionální kariéru) a Žalgiris Vilnius. Poté odešel v roce 2002 do Ruska do klubu FK Dynamo Moskva. Od roku 2010 působí v tureckém klubu Gaziantepspor.

## Reprezentační kariéra

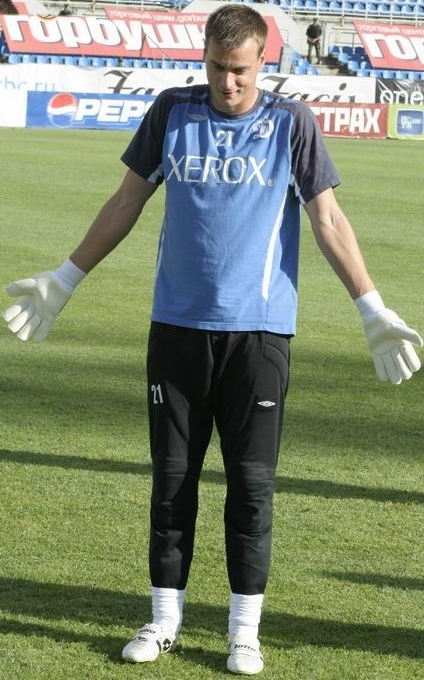
Žydrūnas Karčemarskas jako hráč FC Dynamo Moskva

Karčemarskas hrál za litevskou reprezentaci U21.
V A-mužstvu litevské reprezentace debutoval 12. února 2003 v přátelském utkání s domácím Lotyšskem, který Litva prohrála 1:2. 7. září 2010 vychytal vítězství 1:0 na Andrově stadionu v Olomouci nad favorizovaným národním týmem České republiky v kvalifikaci na Euro 2012.